# Christian Alverdi
Christian Alverdi (5 novembre 1973) è un ex calciatore lussemburghese, di ruolo difensore.

## Carriera

### Nazionale
Ha totalizzato 9 presenze con la Nazionale lussemburghese tra il 1998 e il 2000.